# Do You Believe?
Do You Believe? (Verweistitel: Do You Believe – Glaubst Du an Gott? und Woran glaubst Du?) ist ein US-amerikanisches christliches Filmdrama aus dem Jahr 2015. Der Film wurde von den Pure-Flix-Studios herausgegeben und am 20. März 2015 veröffentlicht.

## Handlung
Pastor Matthew ist beeindruckt von dem unerschütterlichen Glauben an Gott, den ein alter Prediger mitten auf der Straße verkündet, und beschließt, seinen eigenen Glauben in die Tat umzusetzen und sein Vorhaben bei der nächsten Predigt in der Gemeinde vorzustellen. Dies wird eine Art Kettenreaktion auf zwölf verschiedene Menschen auslösen, deren Schicksale sich überschneiden. Sie alle kommen aus der Metropolregion Chicago, wo 10 Millionen Menschen leben.
Teri und J.D. sind ein verheiratetes Paar, das ihre Tochter bei einem tragischen Autounfall verloren haben. Sie leben in Trauer und kommen nicht über den Verlust ihrer Tochter hinweg. Teri begreift nicht, wie Gott es zulassen konnte, dass ein betrunkener Fahrer sich hinter das Steuer setzt und so den tödlichen Unfall verursacht. J.D. versucht Teri zu trösten und sagt, Gott habe auf den Mann eingeredet und ihn von seiner Fahrt im betrunkenen Zustand abhalten wollen. Und der Mann habe seine Tat unter Tränen bereut. J.D. will das Zimmer der Tochter aufräumen, aber Teri will alles so lassen, wie es vor dem Unfall war. J.D. sagt seiner Frau, das Zimmer sei kein Museum und es wäre an der Zeit etwas in ihrem Leben zu ändern, sie müssten die Trauer hinter sich lassen.
Die verwitwete Samantha ist obdachlos und kämpft mit ihrer jungen Tochter Lily ums Überleben. Sie übernachten in ihrem Auto, wenn wieder mal keine Notunterkunft frei war. Als Lily krank wird – sie leidet unter hohem Fieber –, geht die Mutter mit ihr ins Krankenhaus, wo sie lange auf die Behandlung warten müssen. Ein Mann namens Joe, der aus dem Strafentzug aufgrund seiner schweren Krankheit entlassen wurde, bietet seine Hilfe an und bittet den Arzt, die beiden vorzulassen. Später überlässt er der Frau und ihrer Tochter seine Wohnung für eine Nacht; er selbst schläft draußen auf einer Parkbank, obwohl sein Immunsystem durch eine Leukämie-Erkrankung stark geschwächt ist.
Teri und J.D. engagieren sich in der Essensausgabe bei der örtlichen Heilsarmee. Dort treffen sie auf Samantha und Lily und freunden sich mit den beiden an. Als J.D. von Lily erfährt, dass sie mit ihrer Mutter oft im Auto übernachtet, beschließt er mitten in der Nacht, die beiden zu sich nach Hause zu holen. Die aufgeweckte und immer fröhliche Lily tröstet J.D. und Teri über den Verlust ihrer Tochter.
Elena, eine Krankenschwester, sorgt sich um ihren Bruder Carlos, der traumatisiert aus einem Kriegseinsatz zurückgekehrt ist. Carlos kommt vorübergehend bei dem Ehepaar Elena und Bobby unter, verlässt das Haus aber nach einer tätlichen Auseinandersetzung mit Bobby. Elena teilt den radikalen Glauben ihres Mannes Bobby nicht; dieser leistete als Rettungssanitäter einem sterbenden Unfallopfer seelischen Beistand und führte ihm zum Glauben an Jesus. Aus Sicht der zurückgelassenen Ehefrau sah es aber wie Nötigung aus, woraufhin sie ihn verklagt, weil er ihrem verstorbenen Mann angeblich „seinen Glauben aufzwang“.
Die junge suizidgefährdete Lacey landet in der Notaufnahme, nachdem sie bewusst etwas gegessen hat, wogegen sie allergisch ist. Nach kurzer Zeit wird sie aus dem Krankenhaus entlassen und hofft, dass ihr Vater sie abholt. Dieser war aber nicht zu erreichen, woraufhin sie alleine nach Hause zu ihrer Wohnung läuft und mit ihrem Vater telefoniert, der sich offenbar nicht um sie kümmern will. Verzweifelt will sie ihr Leben ein Ende setzten und von einer Brücke springen, und auch Carlos hat dasselbe vor. Beide treffen am gleichen Ort aber auf gegenüberliegenden Straßenseiten aufeinander. Carlos lädt Lucy auf einen Kaffee ein, und die beiden werden enge Freunde.
Maggie, ein schwangeres junges Mädchen, lebt auf der Straße und sucht nach Hilfe. Sie ist von zuhause weggelaufen, nachdem ihre Eltern sie zu einer Abtreibung zwingen wollten. Pastor Matthew sieht Maggie im Vorbeifahren, wie sie nach Essbarem in einem Müllcontainer sucht. Er bietet ihr seine Hilfe an und will sie mit nach Hause nehmen. Aber seine Frau Grace will sie zunächst nicht in ihr Haus lassen. Daraufhin wird Maggie von Matthew für ein paar Tage in einem Motel untergebracht. Danach holt Grace Maggie doch zu sich nach Haus, nachdem sie sie um Vergebung gebeten hat.
Zwei Brüder, Percy und Kriminal, Mitglieder einer kriminellen Bande, wollen zusammen mit ihren Komplizen einen schweren Raub begehen. Gerade als sie mit einem gestohlenen Lieferwagen davonfahren wollen, will der Straßenprediger sie von der Straftat abhalten. Nachdem er mit einer Schusswaffe bedroht wird, lässt er die Bande fahren, will aber für sie beten. Percy machen die Worte des Predigers nachdenklich. Nach dem Überfall versuchen die beiden Brüder mit dem Fluchtauto der Polizei zu entwischen, was ihnen aber nicht gelingt. Daraufhin flüchten beide zu Fuß; Percy lässt die Beute, eine Sporttasche mit sehr viel Geld, verschwinden, und versteckt sich vor der Polizei in einer Kirche, wo Pastor Matthew gerade seine besagte Predigt hält. Percy trifft auf Joe, der Mitglied der Gemeinde ist und bittet ihn, der Predigt beizuwohnen; nur so kann Percy der drohenden Festnahme durch die Polizei entgehen. Auch Teri, J. D und Elena sowie ihr Mann nehmen an dem Gottesdienst teil.
Kriminal fordert das gestohlene Geld von Percy ein; dieser will es jedoch der Kirchengemeinde überlassen. Pastor Matthew ist sich nicht sicher, ob er das Geld annehmen kann, bewahrt es aber in seinem Arbeitszimmer auf. Als Matthew einen dringenden Anruf von seiner Frau erhält, wird er von Kriminal mit der Waffe bedroht und händigt ihm die Tasche mit dem Geld aus. Kriminal stellt sein Bruder zur Rede und bezeichnet ihn als Verräter. Als plötzlich der Bestohlene, ein Verbrecher, auftaucht, gerät Percy in die Schusslinie und wird tödlich verletzt. Kriminal schlägt den Mann mit der Schusswaffe bewusstlos; dieser kommt jedoch wieder zu Bewusstsein und schießt auf Kriminal. Der Mann nimmt die Geldtasche an sich und verfolgt Kriminal auf der Straße bis zu einer Brücke. Kriminal wird angeschossen und der Mann von einem Auto überfahren. Weiter Fahrzeuge können nicht mehr rechtzeitig abbremsen und verursachen eine Massenkarambolage.
Als bei Maggie die Wehen einsetzen, fahren Pastor Matthew und seine Frau sie umgehend ins Krankenhaus. Auch Teri und J.D. sind mit Lily auf dem Weg ins Krankenhaus um den im Sterben liegenden Joe zu besuchen. Sie alle werden aber auf der Brücke in jenen Verkehrsunfall verwickelt, an dem mehrere Fahrzeuge beteiligt sind. Carlos fährt per Anhalter auf einem Sattelschlepper mit, der am Unfallort eintrifft. Der Rettungssanitäter, Elenas Ehemann, eilt zur Hilfe und rettet eine bewusstlose Frau – es ist die Anwältin der Witwe des Unfallopfers – aus den Flammen ihres Wagens. Ein Fahrzeug rammt den stehenden Wagen von J.D., dieses wird durch den heftigen Aufprall zur Seite geschleudert, durchbricht die Brüstung der Brücke und droht abzustürzen. Carlos eilt zur Hilfe und kann zunächst Lily unverletzt aus dem Fahrzeug befreien. Später kommt noch Bobby hinzu, und gemeinsam können sie das Fahrzeug stabilisieren und auch Teri und J.D. retten, bevor das Auto in die Tiefe stürzt.
Maggie gebiert ihr Baby im Fahrzeug, da sie aber viel Blut verloren hat, überlebt sie nicht. Pastor Matthew und seine Frau adoptieren daraufhin ihre kleine Tochter. Samantha, Lilys Mutter, besucht Joe am Krankenbett; dieser möchte Lily noch ein letztes Mal sehen. Sein Herz hört aber auf zu schlagen, bevor sie eintrifft. Durch ein Wunder kommt Joe aber nach wenigen Minuten wieder zu Bewusstsein und ist offenbar geheilt. Währenddessen wird Kriminal in dasselbe Krankenhaus eingeliefert und beschließt sein Leben zu ändern, indem er den Glauben seines Bruders annimmt.

## Rezeption

### Erfolg
Die Filmeinnahmen von Do You Believe? beliefen sich am ersten Wochenende nach der Veröffentlichung auf 3.591.282 US-Dollar. Der Film landete auf Platz 6 hinter Die Bestimmung – Insurgent, Cinderella, Run All Night, The Gunman und Kingsman: The Secret Service.

### Kritiken
Do You Believe? erhielt überwiegend negative Kritiken. Auf Rotten Tomatoes erzielte der Film ein Ergebnis von 25 %, basierend auf 20 Bewertungen (4,4/10). Dagegen gaben 83 % der Kinobesucher  dem Filmdrama eine positive Bewertung. Auf Metacritic erreichte der Film ein Ergebnis von 22 %, basierend auf 6 Kritiken.

„Multiperspektivisches Drama mit einem bemerkenswert namhaften Ensemble und eindeutig missionarischen Absichten. Gegen diese einseitige Ausrichtung kann auch der durchaus ambitionierte Ansatz nichts ausrichten.“